# Olympische Winterspiele 2014/Teilnehmer (Moldau)
| Gelbes Symbol für Goldmedaillen mit stilisierten Olympischen Ringen | Graues Symbol für Silbermedaillen mit stilisierten Olympischen Ringen | Braundes Symbol für Bronzemedaillen mit stilisierten Olympischen Ringen |
| ------------------------------------------------------------------- | --------------------------------------------------------------------- | ----------------------------------------------------------------------- |
| —                                                                   | —                                                                     | —                                                                       |

Die Republik Moldau nahm an den Olympischen Winterspielen 2014 in Sotschi mit vier Athleten in vier Sportarten teil.

## Sportarten

### Biathlon
| Frauen - Alexandra Camenșcic |

### Ski Alpin
| Männer - Georg Lindner |

### Skilanglauf
| Frauen - Alexandra Camenșcic | Männer - Victor Pînzaru |

### Rodeln
| Männer - Bogdan Macovei |